# كريستوفر بريتون
كريستوفر بريتون هو ممثل كندي، ولد في 1960 في تورونتو في كندا.

## وصلات خارجية
- كريستوفر بريتون على موقع IMDb (الإنجليزية)
- كريستوفر بريتون على موقع قاعدة بيانات الفيلم (الإنجليزية)